# Leopold Trattinnick
Leopold Trattinnick (Klosterneuburg, 26 de mayo de 1764 - Viena, 24 de enero de 1849) fue un botánico y micólogo austríaco.
Fue el primer curador del "Gabinete botánico de la Corte", fundado por Francisco I, Emperador de Austria.

## Algunas publicaciones
- Anleitung zur Cultur der ächten Baumwolle in Österreich. Viena, 1797
- Genera plantarum methodo naturali disposita (Viena, 1802).
- Fungi Austriaci ad specimina viva cera expressi, descriptiones ac historiam naturalem completam addidit L. Trattinnick, etc. (Oesterreichs Schwämme, etc.) Lat. & Germ. Liefer. 1-3. Viena, 1804-1805
- Die eßbaren Schwämme des Oesterreichischen Kaiserstaates. 1809, 2. Aufl. 1830
- Archiv der Gewächskunde. Viena 1811-1818
- Auswahl ... sehr merkwürdiger Gartenpflanzen. 1812-1822
- Flora des Oesterreichischen Kaiserthumes. Dos volúmenes, Viena, 1816-1820
- Botanisches Taschenbuch oder Conservatorium aller Resultate Ideen und Ansichten aus dem ganzen Umfange der Gewächskunde. Viena, 1821
- Thesaurus Botanicus. Ed. Dunthorne 307; Great Flower Books, 78 pp. + 80 coloreadas a mano; Nissen BBI, Stafleu TL2 14.879. Viena, 1819
- Rosacearum monographia. 1823-1824
- Genera nova plantarum iconibus observationesque illustrata. Selbstverlag. 1825
- Neue Arten von Pelargonien deutschen Ursprunges. 1825-1843

## Honores

### Epónimos
En su honor se nombró el género:
- Trattinnickia Willd. 1806[1]

- La abreviatura «Tratt.» se emplea para indicar a Leopold Trattinnick como autoridad en la descripción y clasificación científica de los vegetales.[2]